# Вірбій
Ві́рбій (лат. Virbius) — у римській міфології коханець (або слуга) Діани. За одним із міфів, Вірбій ототожнювали з Іпполітом.